# Deutsche Telekom

Presencia de Deutsche Telekom a nivel mundial.

Deutsche Telekom AG (DTAG abreviada) es una compañía alemana de telecomunicaciones con sede en Bonn y la empresa más grande de Europa proveedora de telecomunicaciones. Según el 2000 Forbes Global Deutsche Telekom se encuentra en el puesto 79 (a partir del año fiscal 2017). La compañía llegó a principios de 2018 a un valor de mercado de aproximadamente 81 mil millones de dólares.
Deutsche Telekom se constituyó en 1996 cuando se privatizó el antiguo monopolio estatal de Deutsche Bundespost. El gobierno alemán aún posee directamente (2005) un 15,7% de las acciones de la compañía y otro 14% a través del banco KfW. El 4,5% de la empresa es propiedad de la firma de capital inversión Blackstone Group.
El ex director ejecutivo Kai-Uwe RICKE fue despedido por la junta directiva de la empresa por el alza de las ventas y la fuga de clientes a competidores más baratos. Más de 1,5 millones de clientes cambiaron a las empresas rivales durante 2005 y 2006 y como resultado, Deutsche Telekom despidió a más de 30.000 trabajadores. El nuevo director ejecutivo se anunció el 12 de noviembre de 2006, después de una larga noche de sesiones se nombró a: René Obermann, el ex director general de T-Mobile International.
El predecesor de RICKE, Ron Sommer, presidente de Deutsche Telekom desde 1995 a 2002, dimitió a causa de la caída de la cuota de Deutsche Telekom en el año 2002. Durante el aumento de la Burbuja.com, las acciones de Deutsche Telekom estaban valoradas a más de 100 euros, pero después disminuyó hasta el precio de unos 12 euros durante un par de meses. Sommer dijo que "había algunos dictámenes basados en los problemas entre él y el consejo de administración de Telekom".
En junio de 2008, se presentaron cargos contra la empresa por supuestamente abusar de llamadas de datos.
En octubre del mismo año, los altos directivos de la compañía confirmaron que la información personal de 17 millones de usuarios móviles había sido usurpada por un robo de datos ocurrido en 2006.
Durante la pandemia de Covid-19 en 2020, Telekom y SAP desarrollaron una aplicación de advertencia de corona para la República Federal de Alemania

## Servicios
Todos los subsidiarios de Deutsche Telekom tienen una “T” al comenzar.
- T-Home (antes T-Com), un operador de red telefónica y servicio de IPTV.
- T-Online, un operador de internet (ISP).
- T-Mobile, un servicio de telefonía móvil.
- T-Systems, una división centrada en el abastecimiento a grandes clientes.

A partir de enero de 2005, se introdujo una nueva estructura del grupo, Deutsche Telekom combinó las dos unidades de negocio de organización de T-Com y T-Online en el área comercial estratégica de banda ancha/fijada de la red (BBFN). Con alrededor 40 millones de líneas de banda estrecha, sobre 9 millones de líneas de banda ancha y 14 millones de clientes registrados del Internet, su servicio de banda ancha es uno de los abastecedores más grandes de Europa. El R&D ahora es conducido por los laboratorios de Deutsche Telekom (T-Laboratories).
Deutsche Telekom también lleva a cabo las partes substanciales en otras compañías de telecomunicación, incluyendo los subsidiarios centroeuropeos T-Slovak Telekom (Eslovaquia), Magyar Telekom (Hungría), y T-Hrvatski Telekom (Croacia), que ahora están incluidas en T-Com/T-Home. También, Magyar Telekom es socio mayoritario de Combridge (Rumania), Makedonski Telekom (Macedonia del Norte), y T-Crnogorski Telekom (Montenegro), Todas estas incluidas también en la división de T-Com/T-Home.